# Wettinia aequatorialis
Wettinia aequatorialis es una especie de palmera originaria de Ecuador en las provincias ecuatorianas de Morona-Santiago y Zamora Chinchipe.

## Descripción
Wettinia aequatorialis, es una palma endémica de las laderas del sudeste andino de Ecuador, a 1.500-2.000 m de altitud. Conocida sólo en dos colecciones: una en la carretera Zamora - Macas, a 7 km antes de San Juan Bosco, y la otra en la carretera Macas - Alshi. No se conoce si se producen en la red de áreas protegidas de Ecuador, pero debería ser buscada en hábitats similares del cercano Parque nacional Sangay. La destrucción del hábitat es la principal amenaza. 

## Hábitat
Su hábitat natural son las zonas montañosas húmedas subtropicales o tropicales. Está tratada por la pérdida de hábitat.

## Taxonomía
Fue descrita por Rodrigo Bernal y publicado en Caldasia 17: 369. 1995.
Etimología
Wettinia: nombre genérico otorgado en honor de Federico Augusto I de Sajonia de la Casa de Wettin (1750–1827), Rey de Sajonia.
aequatorialis: epíteto geográfico que alude a su localización en Ecuador.